# Coppa Italia Dilettanti (Fase Interregionale) 1988-1989
La fase Interregionale della Coppa Italia Dilettanti 1988-1989 è un trofeo di calcio cui partecipano le squadre militanti nel Campionato Interregionale 1988-1989. Questa è la 8ª edizione. Le due finaliste, invece di scontrarsi per la Coppa Italia Interregionale, si qualificano per la "final four" per l'assegnazione della Coppa Italia Dilettanti 1988-1989 contro le due finaliste della fase Promozione.

## Primo turno
| Squadra 1       | Totale | Squadra 2     | Andata | Ritorno |
| --------------- | ------ | ------------- | ------ | ------- |
| SCONTRO DIRETTO |        |               |        |         |
| (PUG) Molfetta  | 5 – 1  | Bitonto (PUG) | 2 – 0  | 2 – 2   |

| GIRONE 16                | and.  | rit.  |
| ------------------------ | ----- | ----- |
| Pasianese - Pro Gorizia  | 2 - 1 | 0 - 3 |
| Monfalcone - Pasianese   | 0 - 0 | ?     |
| Pro Gorizia - Monfalcone | 1 - 0 | 2 - 1 |

| Reg. | Class. Girone 16 | P.ti | G | V | N | P | GF | GS | DR |
| ---- | ---------------- | ---- | - | - | - | - | -- | -- | -- |
| FVG  | Pro Gorizia      | 6    | 4 | 3 | 0 | 1 | 7  | 3  | +4 |
| FVG  | Pasianese        | 3    | 3 | 1 | 1 | 1 | 2  | 4  | -2 |
| FVG  | Monfalcone       | 1    | 3 | 0 | 1 | 2 | 1  | 3  | -2 |

| GIRONE 17                 | and.  | rit.  |
| ------------------------- | ----- | ----- |
| Montebelluna - Sacilese   | 2 - 0 | 1 - 2 |
| Sacilese - Opitergina     | ?     | 1 - 0 |
| Opitergina - Montebelluna | 2 - 1 | ?     |

| Div. | Class. Girone 17 | P.ti | G | V | N | P | GF | GS | DR |
| ---- | ---------------- | ---- | - | - | - | - | -- | -- | -- |
| FVG  | Sacilese         | 4    | 3 | 2 | 0 | 1 | 3  | 3  | 0  |
| VEN  | Opitergina       | 2    | 2 | 1 | 0 | 1 | 2  | 2  | 0  |
| VEN  | Montebelluna     | 2    | 3 | 1 | 0 | 2 | 4  | 4  | 0  |

| data       | data       | GIRONE 33                           | and.  | rit.  |
| ---------- | ---------- | ----------------------------------- | ----- | ----- |
| 28.08.1988 | 14.09.1988 | Città di Castello - Bibbienese      | 4 - 3 | 3 - 1 |
| 31.08.1988 | 05.10.1988 | B.B. Castellina - Città di Castello | 2 - 0 | 1 - 1 |
| 04.09.1988 | ?.?.?      | Bibbienese - Big Blu Castellina     | 0 - 0 | ? - ? |

| Reg. | Class. Girone 33   | P.ti | G | V | N | P | GF | GS | DR |
| ---- | ------------------ | ---- | - | - | - | - | -- | -- | -- |
| TOS  | Big Blu Castellina | ?    | 4 | ? | ? | ? | ?  | ?  | ?  |
| UMB  | Città di Castello  | 5    | 4 | 2 | 1 | 1 | 8  | 7  | +1 |
| TOS  | Bibbienese         | ?    | 4 | ? | ? | ? | ?  | ?  | ?  |

| data                                    | data       | GIRONE 34        | and.  | rit.  |
| --------------------------------------- | ---------- | ---------------- | ----- | ----- |
| 27.08.1988                              | 04.09.1988 | Bastia - Narnese | 0 - 1 | 0 - 1 |
| Viterbese esclusa per illecito sportivo |            |                  |       |       |

| data       | data       | GIRONE 35                | and.  | rit.  |
| ---------- | ---------- | ------------------------ | ----- | ----- |
| 28.08.1988 | 21.09.1988 | Julia Spello - Gualdo    | 2 - 1 | 0 - 2 |
| 31.08.1988 | 06.10.1988 | Cingolana - Julia Spello | 0 - 3 | 0 - 1 |
| 04.09.1988 | 20.10.1988 | Gualdo - Cingolana       | 2 - 1 | 2 - 1 |

| Reg. | Class. Girone 35 | P.ti | G | V | N | P | GF | GS | DR |
| ---- | ---------------- | ---- | - | - | - | - | -- | -- | -- |
| UMB  | Gualdo           | 6    | 4 | 3 | 0 | 1 | 7  | 4  | +3 |
| UMB  | Julia Spello     | 6    | 4 | 3 | 1 | 0 | 6  | 3  | +3 |
| MAR  | Cingolana        | 0    | 4 | 0 | 0 | 4 | 2  | 8  | -6 |

| data       | data       | GIRONE 37                       | and.  | rit.  |
| ---------- | ---------- | ------------------------------- | ----- | ----- |
| 28.08.1988 | 21.09.1988 | Assisiangelana - Foligno        | 1 - 2 | 1 - 1 |
| 31.08.1988 | 05.10.1988 | Foligno - Castelfrettese        | 2 - 3 | 0 - 2 |
| 04.09.1988 | 19.10.1988 | Castelfrettese - Assisiangelana | 1 - 2 | 3 - 0 |

| Reg. | Class. Girone 37 | P.ti | G | V | N | P | GF | GS | DR |
| ---- | ---------------- | ---- | - | - | - | - | -- | -- | -- |
| MAR  | Castelfrettese   | 6    | 4 | 3 | 0 | 1 | 9  | 4  | +5 |
| UMB  | Foligno          | 3    | 4 | 1 | 1 | 2 | 5  | 7  | -2 |
| UMB  | Assisiangelana   | 3    | 4 | 1 | 1 | 2 | 5  | 8  | -3 |

| data       | data       | GIRONE 49                  | and.  | rit.  |
| ---------- | ---------- | -------------------------- | ----- | ----- |
| 28.08.1988 | 21.09.1988 | Policoro - Castrovillari   | 2 - 0 | 1 - 2 |
| 31.08.1988 | 05.10.1988 | Castrovillari - Pro Matera | 0 - 3 | 0 - 4 |
| 04.09.1988 | 19.10.1988 | Pro Matera - Policoro      | 0 - 0 | 1 - 1 |

| Reg. | Class. Girone 49 | P.ti | G | V | N | P | GF | GS | DR |
| ---- | ---------------- | ---- | - | - | - | - | -- | -- | -- |
| BAS  | Matera           | 6    | 4 | 2 | 2 | 0 | 7  | 1  | +6 |
| BAS  | Policoro         | 4    | 4 | 1 | 2 | 1 | 4  | 3  | +1 |
| CAL  | Castrovillari    | 2    | 4 | 1 | 0 | 3 | 2  | 10 | -8 |

| data       | GIRONE 70                | ris.  |
| ---------- | ------------------------ | ----- |
| 28.08.1988 | Mazara - Marsala         | 1 - 1 |
| 30.08.1988 | Partinicaudace - Mazara  | 1 - 0 |
| 04.09.1988 | Marsala - Partinicaudace | 0 - 0 |

| Reg. | Class. Girone 70 | P.ti | G | V | N | P | GF | GS | DR |
| ---- | ---------------- | ---- | - | - | - | - | -- | -- | -- |
| SIC  | Partinicaudace   | 3    | 2 | 1 | 1 | 0 | 1  | 0  | +1 |
| SIC  | Marsala          | 2    | 2 | 0 | 2 | 0 | 1  | 1  | 0  |
| SIC  | Mazara           | 1    | 2 | 0 | 1 | 1 | 1  | 2  | -1 |

## Secondo turno
| data       | GIRONE 7               | ris.  |
| ---------- | ---------------------- | ----- |
| 01.11.1988 | Sacilese - Benacense   | 3 - 3 |
| 08.12.1988 | Benacense - Crevalcore | ?     |
| 04.01.1989 | Crevalcore - Sacilese  | ?     |

| Reg. | Class. Girone 7 | P.ti | G | V | N | P | GF | GS | DR |
| ---- | --------------- | ---- | - | - | - | - | -- | -- | -- |
| E.R  | Crevalcore      | 0    | 0 | 0 | 0 | 0 | 0  | 0  | 0  |
| FVG  | Sacilese        | 1    | 1 | 0 | 1 | 0 | 3  | 3  | 0  |
| TAA  | Benacense 1905  | 1    | 1 | 0 | 1 | 0 | 3  | 3  | 0  |

| data       | GIRONE 8               | ris.  |
| ---------- | ---------------------- | ----- |
| 01.11.1988 | San Donà - Pro Gorizia | 1 - 1 |
| 08.12.1988 | San Donà - Imola       | 0 - 1 |
| 04.01.1989 | Imola - Pro Gorizia    | 0 - 2 |

| Reg. | Class. Girone 8 | P.ti | G | V | N | P | GF | GS | DR |
| ---- | --------------- | ---- | - | - | - | - | -- | -- | -- |
| FVG  | Pro Gorizia     | 3    | 2 | 1 | 1 | 0 | 3  | 1  | +2 |
| E.R  | Imola           | 2    | 2 | 1 | 0 | 1 | 1  | 2  | -1 |
| VEN  | Sandonà 1922    | 1    | 2 | 0 | 1 | 1 | 1  | 2  | -1 |

| data       | GIRONE ?          | ris.  |
| ---------- | ----------------- | ----- |
| 01.11.1988 | Pomezia - Narnese | 1 - 0 |
| 08.12.1988 | Narnese - Osimana | 3 - 0 |
| 04.01.1989 | Osimana - Pomezia | ? - ? |

| Reg. | Class. Girone ? | P.ti | G | V | N | P | GF | GS | DR |
| ---- | --------------- | ---- | - | - | - | - | -- | -- | -- |
| LAZ  | Pomezia         | ?    | 2 | ? | ? | ? | ?  | ?  | ?  |
| UMB  | Narnese         | 2    | 2 | 1 | 0 | 1 | 3  | 1  | +2 |
| MAR  | Osimana         | ?    | 2 | ? | ? | ? | ?  | ?  | ?  |

| data       | GIRONE ?         | ris.  |
| ---------- | ---------------- | ----- |
| 01.11.1988 | Gualdo - Sulmona | 2 - 2 |
| 08.12.1988 | Penne - Gualdo   | 0 - 2 |
| 04.01.1989 | Sulmona - Penne  | ? - ? |

| Reg. | Class. Girone ? | P.ti | G | V | N | P | GF | GS | DR |
| ---- | --------------- | ---- | - | - | - | - | -- | -- | -- |
| UMB  | Gualdo          | 3    | 2 | 1 | 1 | 0 | 4  | 2  | +2 |
| ABR  | Penne           | ?    | 2 | ? | ? | ? | ?  | ?  | ?  |
| ABR  | Sulmona         | ?    | 2 | ? | ? | ? | ?  | ?  | ?  |

| data | GIRONE ?            | ris.  |
| ---- | ------------------- | ----- |
| ?    | Valdiano - Nardò    | ? - ? |
| ?    | Nardò - Molfetta    | 0 - 1 |
| ?    | Molfetta - Valdiano | 1 - 0 |

| Reg. | Class. Girone ? | P.ti | G | V | N | P | GF | GS | DR |
| ---- | --------------- | ---- | - | - | - | - | -- | -- | -- |
| PUG  | Molfetta        | 4    | 2 | 2 | 0 | 0 | 2  | 0  | +2 |
| CAM  | Valdiano 85     | 0    | 1 | 0 | 0 | 1 | 0  | 1  | -1 |
| PUG  | Nardò           | 0    | 1 | 0 | 0 | 1 | 0  | 1  | -1 |

| data       | GIRONE ?                 | ris.  |
| ---------- | ------------------------ | ----- |
| 01.11.1988 | Real Aversa - Tricase    | 2 - 0 |
| 08.12.1988 | Tricase - Pro Matera     | 2 - 0 |
| 04.01.1989 | Pro Matera - Real Aversa | 0 - 0 |

| Reg. | Class. Girone 7  | P.ti | G | V | N | P | GF | GS | DR |
| ---- | ---------------- | ---- | - | - | - | - | -- | -- | -- |
| CAM  | Real Aversa      | 3    | 1 | 1 | 1 | 0 | 2  | 0  | +2 |
| PUG  | Atletico Tricase | 2    | 1 | 1 | 0 | 1 | 2  | 2  | 0  |
| BAS  | Matera           | 1    | 1 | 0 | 1 | 1 | 0  | 2  | -2 |

## Terzo turno
| data       | GIRONE 1                 | ris.  |
| ---------- | ------------------------ | ----- |
| 01.03.1989 | Solbiatese - Mira        | 1 - 2 |
| 15.03.1989 | Pro Gorizia - Solbiatese | 2 - 0 |
| 25.03.1989 | Mira - Pro Gorizia       | 1 - 2 |

| Reg. | Class. Girone 1 | P.ti | G | V | N | P | GF | GS | DR |
| ---- | --------------- | ---- | - | - | - | - | -- | -- | -- |
| FVG  | Pro Gorizia     | 4    | 2 | 2 | 0 | 0 | 4  | 1  | +3 |
| VEN  | Mira            | 2    | 2 | 1 | 0 | 1 | 3  | 3  | 0  |
| LOM  | Solbiatese      | 0    | 2 | 0 | 0 | 2 | 1  | 4  | -3 |

| data       | GIRONE ?                     | ris.  |
| ---------- | ---------------------------- | ----- |
| 01.03.1989 | Gualdo - Pomezia             | ? - ? |
| 15.03.1989 | Pomezia - Big Blu Castellina | 2 - 0 |
| 29.03.1989 | Big Blu Castellina - Gualdo  | 0 - 1 |

| Reg. | Class. Girone ?    | P.ti | G | V | N | P | GF | GS | DR |
| ---- | ------------------ | ---- | - | - | - | - | -- | -- | -- |
| UMB  | Gualdo             | 4    | 2 | 2 | 0 | 0 | 4  | 1  | +3 |
| TOS  | Big Blu Castellina | ?    | ? | ? | ? | ? | ?  | ?  | ?  |
| LAZ  | Pomezia            | ?    | ? | ? | ? | ? | ?  | ?  | ?  |

| data | GIRONE ?          | ris.  |
| ---- | ----------------- | ----- |
| ?    | Formia - Acri     | ? - ? |
| ?    | Acri - Molfetta   | 0 - 0 |
| ?    | Molfetta - Formia | 2 - 0 |

| Reg. | Class. Girone ? | P.ti | G | V | N | P | GF | GS | DR |
| ---- | --------------- | ---- | - | - | - | - | -- | -- | -- |
| PUG  | Molfetta        | 3    | 2 | 1 | 1 | 0 | 2  | 0  | +2 |
| CAL  | Acri            | 1    | 1 | 0 | 1 | 0 | 0  | 0  | 0  |
| LAZ  | Formia          | 0    | 1 | 0 | 0 | 2 | 0  | 2  | -2 |

## Quarti di finale
| Squadra 1            | Totale       | Squadra 2               | Andata     | Ritorno    |
| -------------------- | ------------ | ----------------------- | ---------- | ---------- |
| QUARTO TURNO         | QUARTO TURNO | QUARTO TURNO            | 28.05.1989 | 04.06.1989 |
| (FVG) Pro Gorizia    | 5 – 3        | Leffe (LOM)             | 3 – 1      | 2 – 2      |
| (E.R) Crevalcore     | ?            | Ponsacco (TOS)          | ?          |            |
| (PUG) Molfetta       | 4 – 2        | Gualdo (UMB)            | 3 – 0      | 1 – 2      |
| (SIC) Partinicaudace | ?            | Adelaide Nicastro (CAL) | 2 – 1      | ?          |

## Semifinali
| Squadra 1            | Totale       | Squadra 2         | Andata     | Ritorno    |
| -------------------- | ------------ | ----------------- | ---------- | ---------- |
| QUINTO TURNO         | QUINTO TURNO | QUINTO TURNO      | 11.06.1989 | 18.06.1989 |
| (SIC) Partinicaudace | 3 – 3 (gfc)  | Pro Gorizia (FVG) | 1 – 1      | 2 – 2      |
| (PUG) Molfetta       | 4 – 2        | Crevalcore (E.R)  | 0 – 1      | 4 – 1      |

## Verdetti
Molfetta e Partinicaudace accedono alle "final four" della Coppa Italia Dilettanti 1988-1989.